# Maite Asensio Lozano
Maite Asensio Lozano (Bilbao, 1983) es una periodista y escritora feminista española experta en periodismo con perspectiva de género.

## Biografía
Asensio ha desarrollado su carrera profesional especializándose en temas de género, por lo que la revista Argia le concedió el premio de prensa escrita en 2014.
Trabaja en el departamento social del diario Berria. Junto a June Fernández, Lucía Martínez Odriozola e Itziar Abad, es miembro de la red de periodistas vascas con perspectiva de género Kazetarion Berdinsarea creada en 2008.  
El 18 de noviembre de 2010, se convirtió en cofundadora del medio feminista Pikara Magazine, donde ha publicado varios artículos. Pikara Magazine es un medio de comunicación fundado por June Fernández, Lucía Martínez Odriozola, Itziar Abad y Maite Asensio. Tanto la Red Vasca de Periodistas con Visión de Género (Kazetarion Berdinsarea), como el medio Pikara Magazine, se rigen por los mismos objetivos: lograr introducir la perspectiva de género en las prácticas periodistas de los medios de comunicación, que tienden al androcentrismo.
También ha publicado en medios como El Salto.
En 2015 publicó el libro Erdibidean: indarkeria matxista hedabideetan (Violencia machista en los medios). Un monográfico en el que se analiza el papel de los medios de comunicación ante la violencia machista. Se analizan críticamente casos paradigmáticos (Pistorius, Assange, el caso del falso monje Shaolin, por ejemplo) y se dan claves para un tratamiento adecuado de las violencias.
E 2018 publicó, junto Arantxa Iraola Alkorta, el ensayo Alardeak, ukatutako plazara (Alardes, a la plaza denegada). Un intento de responder a las preguntas que surgen del suceso de los alardes, cuando en el verano de 1996, en Irún y Fuenterrabía, algunas mujeres intentaron participar como soldados. Se formulan preguntas como las siguientes: ¿Cómo cambiaron sus vidas después de apostar por un clamor igualitario? ¿Por qué surgió una respuesta tan violenta contra la participación de las señoras? ¿Qué ingredientes provocaron y alimentaron esta contrariedad? ¿Qué argumentos han utilizado los tribunales para proteger los alardes que no admiten mujeres soldado? ¿Qué actitud han tenido las instituciones públicas y los representantes de los partidos políticos? ¿Cómo ha evolucionado la convivencia en estos veinte años? ¿Han tratado el tema en las escuelas? ¿Están ahora tan fortificadas como hace dos décadas las posiciones sobre el caso? Y, después de tanto tiempo, ¿cómo se puede solucionar el conflicto de los alardes en la actualidad?

## Activismo
Fue miembro del jurado en los Premios Emakunde a la Igualdad 2014. Ese mismo año ganó el "Premio a la Prensa Escrita Argia" por todas sus contribuciones a la igualdad de género como periodista, por su compromiso y por la gran importancia que otorga a la igualdad de hombres y mujeres.
En 2017, "Emakunde Begira" la nombró vocal de la "Comisión asesora para un uso no sexista de la publicidad y la comunicación". En 2018 ha publicado junto a Arantxa Iraola Alkorta el libro de ensayo "Alardes, ukatutako plazara". Más de 80 personas han sido entrevistadas en los alardes de Irun y Fuenterrabía, donde varias mujeres intentaron participar como soldados en 1996.
En 2018 firmó la dinámica "Orain Presoak" para cambiar las políticas penitenciarias y resolver la cuestión de los presos, una iniciativa a favor del respeto de los derechos humanos en una sociedad que vive en el futuro en paz y reconciliación.

## Publicaciones
- 2015: Libro "Erdibidean: indarkeria matxista hedabideetan" (Violencia machista en los medios)[17]
- 2018: Ensayo: "Alardeak, ukatutako plazara" (Alardes, a la plaza denegada)[7]

## Premios y reconocimientos
- 2014: Premio Argia a la Prensa Escrita[9][18]